# Téglás Zoltán
Téglás Zoltán (Los Angeles, Kalifornia, 1969. november 10. –) magyar származású amerikai énekes, dalszerző és producer. Az Ignite együttes frontembere volt 1993-2019-ig, emellett olyan együttesekkel is zenélt ideiglenesen, mint a The Misfits vagy a Motörhead. A magyar Blind Myself együttessel 2006-ban turnézott együtt az Amerikai Egyesült Államokban, segítette őket a külföldi fellépések alatt. Volt egy róla elnevezett bandája is, az akusztikus zenét játszó Zoli Band  mely 2020-ban átalakult Ocean Hills-re.

## Zenei karrierje
1993-ban csatlakozott az Ignite-hoz, melynek ő a frontembere. Dalaikban magyar vonatkozások is előfordulnak, a Place Called Home című számuk az A csitári hegyek alatt című magyar népdal feldolgozott változata, melyet magyarul is szokott énekelni. 2000 októberében és novemberében a The Misfits együttessel turnézott, ő helyettesítette Michael Gravest. A God Was Never on Your Side című Motörhead-dalban (a Kiss of Death-albumon) is háttérvokálozott. 2009-ben a Pennywise-ban helyettesítette Jim Lindberget, majd 2010 februárjától állandó énekese lett az amerikai punk zenekarnak. 2000-ben a magyar Blind Myself amerikai turnéját segítette, közösen előadott daluk a Lost in Time.

## Magánélete
Apja a második világháború után, anyja az 1960-as években vándorolt ki Magyarországról Amerikába. Zoli nagyon büszke magyarságára, folyékonyan beszél magyarul, évente hazajár, teste tele van magyar motívumú tetoválásokkal.
Los Angelesben él, és van egy háza Veresegyházon is, melyhez erős családi szálak fűzik. Kaliforniában Sérült pelikánokon segít a Pelican Rescue természetvédelmi nonprofit egyesületével.